# راسل میلتون
راسل میلتون (انگلیسی: Russell Milton؛ زادهٔ ۱۲ ژانویهٔ ۱۹۶۹) بازیکن فوتبال اهل بریتانیا است.
از باشگاه‌هایی که در آن بازی کرده‌است می‌توان به باشگاه فوتبال آرسنال، باشگاه فوتبال چلتنهام تاون، باشگاه فوتبال کاشیوا ریسول، و باشگاه فوتبال دوور اتلتیک اشاره کرد.
وی همچنین در تیم ملی فوتبال C انگلستان بازی کرده‌است.